# Ardeotis
Ardeotis é um gênero de aves da família Otididae.
Espécies reconhecidas:
- Ardeotis arabs (Linnaeus, 1758), Abetarda do Saara, Abetarda Árabe
- Ardeotis kori (Burchell, 1822), Abetarda Kori
- Ardeotis nigriceps (Vigors, 1831), Abetarda Indiana
- Ardeotis australis (Gray, JE, 1829), Abetarda-Australiana